# Чемпионат СССР по лёгкой атлетике 1990
Личный чемпионат СССР по лёгкой атлетике 1990 года проходил с 5 по 7 июля в Киеве на стадионе «Динамо». Единственный раз в течение одного сезона было два чемпионата СССР: личный — в Киеве и командный 10—12 августа в Брянске. Соревнования являлись одним из этапов отбора в сборную СССР на чемпионат Европы, прошедший 27 августа — 1 сентября в югославском Сплите. На протяжении трёх дней были разыграны 35 комплектов медалей.
В программу летнего чемпионата СССР впервые были включены тройной прыжок и метание молота среди женщин. Первыми чемпионками в новых дисциплинах стали Инга Бабакова и Лариса Штырогришная соответственно.
Владимир Иноземцев, который за две недели до чемпионата установил новый рекорд СССР в тройном прыжке (17,90 м), защитил титул чемпиона страны, вновь показав высокий результат — 17,63 м.
20-летняя Елена Елесина выиграла прыжок в высоту, взяв 2,01 м. Этот результат позволил ей занять второе место в списке сильнейших прыгуний в истории страны: выше прыгала только рекордсменка СССР Тамара Быкова (2,05 м).
Андрей Судник четвёртый год подряд стал чемпионом Советского Союза в беге на 800 метров. Наталья Лисовская завоевала седьмой титул на летних чемпионатах страны (третий подряд).
В метании диска среди мужчин первое место занял Сергей Ляхов, став представителем третьего поколения своей семьи, выигравшим чемпионат СССР. Его дед Сергей Ляхов был десятикратным чемпионом СССР в толкании ядра, метании диска и молота (1928—1940), а отец Владимир Ляхов — пятикратным чемпионом в метании диска (1969—1976).
В течение 1990 года в различных городах были проведены также чемпионаты СССР в отдельных дисциплинах лёгкой атлетики:
- 15—16 февраля — зимний чемпионат СССР по спортивной ходьбе (Сочи)
- 24—25 февраля — зимний чемпионат СССР по метаниям (Адлер)
- 4 марта — чемпионат СССР по кроссу (Ашхабад)
- 22 апреля — чемпионат СССР по марафону (Калининград)
- 19—20 мая — чемпионат СССР по десятиборью (Сочи)
- 26—27 мая — чемпионат СССР по спортивной ходьбе (Москва)
- 14—15 июля — чемпионат СССР по семиборью (Брянск)
- 26 августа — чемпионат СССР по бегу на 15 км по шоссе (Калуга)
- 15 сентября — чемпионат СССР по ходьбе на 20 км среди женщин (Новополоцк)

## Призёры

### Мужчины
| Дисциплина                          | Золото                                    | Золото             | Серебро                                   | Серебро            | Бронза                                        | Бронза             |
| ----------------------------------- | ----------------------------------------- | ------------------ | ----------------------------------------- | ------------------ | --------------------------------------------- | ------------------ |
| 100 м (ветер: −0,2 м/с)             | Владимир Крылов РСФСР Ульяновск           | 10,27              | Павел Галкин РСФСР Куйбышев               | 10,34              | Виталий Савин Казахская ССР Алма-Ата          | 10,36              |
| 200 м (ветер: −0,4 м/с)             | Михаил Вдовин РСФСР Пенза                 | 20,83              | Олег Фатун РСФСР Новочеркасск             | 20,90              | Дмитрий Бартенев Москва                       | 20,97              |
| 400 м                               | Евгений Ломтев РСФСР Саратов              | 45,69              | Айвар Оясту Эстонская Республика Таллин   | 45,99              | Алексей Петухов РСФСР Ижевск                  | 46,13              |
| 800 м                               | Андрей Судник Белорусская ССР Минск       | 1.45,60            | Валерий Стародубцев РСФСР Иркутск         | 1.46,64            | Виктор Калинкин РСФСР Пенза                   | 1.46,66            |
| 1500 м                              | Владимир Колпаков РСФСР Челябинск         | 3.42,74            | Сергей Афанасьев РСФСР Московская область | 3.43,34            | Василий Матвеев Москва                        | 3.43,80            |
| 5000 м                              | Михаил Дасько Ленинград                   | 13.45,25           | Николай Чамеев РСФСР Чебоксары            | 13.48,97           | Андрей Тихонов РСФСР Кемерово                 | 13.54,27           |
| 10 000 м                            | Михаил Дасько Ленинград                   | 28.37,37           | Александр Бурцев Украинская ССР Киев      | 28.41,10           | Олег Стрижаков Грузинская ССР Тбилиси         | 28.44,73           |
| 3000 м с препятствиями              | Иван Коновалов РСФСР Иркутск              | 8.34,09            | Айвар Царский Эстонская Республика Тарту  | 8.34,15            | Василий Коромыслов РСФСР Пермь                | 8.34,61            |
| 110 м с барьерами (ветер: +1,8 м/с) | Игорь Казанов Латвийская Республика Рига  | 13,41              | Сергей Усов Узбекская ССР Ташкент         | 13,54              | Владимир Шишкин РСФСР Горький                 | 13,59              |
| 400 м с барьерами                   | Алексей Базаров ССР Молдова Кишинёв       | 49,40              | Вадим Задойнов ССР Молдова Кишинёв        | 49,75              | Олег Твердохлеб Украинская ССР Днепропетровск | 50,52              |
| Прыжок в высоту                     | Алексей Емелин Москва                     | 2,30 м             | Сергей Дымченко Украинская ССР Киев       | 2,25 м             | Григорий Федорков Москва                      | 2,25 м             |
| Прыжок с шестом                     | Григорий Егоров Казахская ССР Алма-Ата    | 5,80 м             | Максим Тарасов РСФСР Ярославль            | 5,70 м             | Виктор Рыженков Узбекская ССР Ташкент         | 5,65 м             |
| Прыжок в длину                      | Андрей Игнатов РСФСР Волгоград            | 8,11 м (−0,1 м/с)  | Владимир Ратушков Ленинград               | 7,91 м             | Леонид Волошин РСФСР Краснодар                |                    |
| Тройной прыжок                      | Владимир Иноземцев Украинская ССР Луганск | 17,63 м (−1,2 м/с) | Игорь Лапшин Белорусская ССР Минск        | 17,26 м (−0,4 м/с) | Владимир Мелихов Москва                       | 17,01 м (−0,5 м/с) |
| Толкание ядра                       | Вячеслав Лыхо РСФСР Московская область    | 21,00 м            | Сергей Смирнов Ленинград                  | 20,44 м            | Михаил Кулиш Украинская ССР Киев              | 20,23 м            |
| Метание диска                       | Сергей Ляхов Москва                       | 64,36 м            | Сергей Лукашок Белорусская ССР Минск      | 63,94 м            | Виктор Баразновский Белорусская ССР Минск     | 62,36 м            |
| Метание молота                      | Игорь Астапкович Белорусская ССР Гродно   | 82,78 м            | Андрей Абдувалиев Таджикская ССР Душанбе  | 82,04 м            | Василий Сидоренко РСФСР Волгоград             | 79,52 м            |
| Метание копья                       | Виктор Зайцев Узбекская ССР Ташкент       | 85,04 м            | Марек Калета Эстонская Республика Таллин  | 82,92 м            | Виктор Евсюков Казахская ССР Алма-Ата         | 80,28 м            |

### Женщины
| Дисциплина                          | Золото                                     | Золото            | Серебро                                            | Серебро            | Бронза                                      | Бронза             |
| ----------------------------------- | ------------------------------------------ | ----------------- | -------------------------------------------------- | ------------------ | ------------------------------------------- | ------------------ |
| 100 м (ветер: +0,6 м/с)             | Ирина Сергеева Москва                      | 11,21             | Елена Быкова РСФСР Кимры                           | 11,32              | Ирина Слюсарь Украинская ССР Днепропетровск | 11,35              |
| 200 м (ветер: +2,0 м/с)             | Оксана Стёпичева РСФСР Барнаул             | 22,97             | Ирина Сергеева Москва                              | 23,01              | Наталья Бочина Ленинград                    | 23,05              |
| 400 м                               | Людмила Джигалова Украинская ССР Харьков   | 50,33             | Марина Шмонина Узбекская ССР Ташкент               | 50,52              | Елена Рузина РСФСР Воронеж                  | 50,65              |
| 800 м                               | Надежда Лобойко РСФСР Ставрополь           | 1.56,64           | Лилия Нурутдинова РСФСР Набережные Челны           | 1.57,25            | Татьяна Гребенчук Белорусская ССР Брест     | 1.57,35            |
| 1500 м                              | Людмила Рогачёва РСФСР Ставрополь          | 4.03,07           | Екатерина Подкопаева РСФСР Московская область      | 4.03,62            | Равиля Котович Белорусская ССР Минск        | 4.04,12            |
| 3000 м                              | Равиля Котович Белорусская ССР Минск       | 8.46,86           | Любовь Кремлёва РСФСР Московская область           | 8.47,97            | Тамара Коба Украинская ССР Днепропетровск   | 8.53,44            |
| 10 000 м                            | Елена Толстогузова РСФСР Свердловск        | 32.41,40          | Надежда Галлямова РСФСР Стерлитамак                | 32.49,08           | Ольга Назаркина РСФСР Димитровград          | 32.50,11           |
| 2000 м с препятствиями              | Светлана Рогова РСФСР Нальчик              | 6.19,10           | Антонина Андронакий ССР Молдова Кишинёв            | 6.22,90            | Ольга Стефанишина Украинская ССР Тернополь  | 6.27,52            |
| 100 м с барьерами (ветер: −0,8 м/с) | Наталья Григорьева Украинская ССР Харьков  | 12,69             | Лидия Юркова Белорусская ССР Могилёв               | 12,71              | Марина Азябина РСФСР Ижевск                 | 13,00              |
| 400 м с барьерами                   | Татьяна Ледовская Белорусская ССР Минск    | 54,78             | Людмила Ходасевич Украинская ССР Днепропетровск    | 55,99              | Вера Ордина Ленинград                       | 56,13              |
| Прыжок в высоту                     | Елена Елесина РСФСР Челябинск              | 2,01 м            | Валентина Готовская Латвийская Республика Краслава | 1,96 м             | Тамара Быкова Москва                        | 1,94 м             |
| Прыжок в длину                      | Инесса Кравец Украинская ССР Киев          | 7,01 м (−0,2 м/с) | Анна Деревянкина Москва                            | 6,80 м             | Елена Першина Казахская ССР Алма-Ата        | 6,59 м             |
| Тройной прыжок                      | Инга Бабакова Украинская ССР Киев          | 13,70 м           | Инна Ласовская Москва                              | 13,65 м (−1,3 м/с) | Наталья Каюкова РСФСР Хабаровск             | 13,62 м (−0,4 м/с) |
| Толкание ядра                       | Наталья Лисовская Москва                   | 20,72 м           | Марина Антонюк РСФСР Пермь                         | 20,21 м            | Лариса Пелешенко Ленинград                  | 19,56 м            |
| Метание диска                       | Ольга Бурова РСФСР Волгоград               | 67,90 м           | Ирина Ятченко Белорусская ССР Минск                | 67,60 м            | Ирина Хваль РСФСР Хабаровск                 | 66,04 м            |
| Метание молота                      | Лариса Штырогришная Таджикская ССР Душанбе | 60,60 м           | Алла Фёдорова Киргизская ССР Фрунзе                | 59,00 м            | Елена Рогачевская Украинская ССР Бровары    | 58,14 м            |
| Метание копья                       | Наталья Шиколенко Белорусская ССР Минск    | 64,12 м           | Татьяна Шиколенко Белорусская ССР Могилёв          | 63,44 м            | Наталья Ермолович Белорусская ССР Могилёв   | 62,10 м            |

## Зимний чемпионат СССР по спортивной ходьбе
Зимний чемпионат СССР по спортивной ходьбе прошёл 15—16 февраля в Сочи.

### Мужчины
| Дисциплина      | Золото                             | Золото  | Серебро                  | Серебро | Бронза                       | Бронза  |
| --------------- | ---------------------------------- | ------- | ------------------------ | ------- | ---------------------------- | ------- |
| Ходьба на 20 км | Анатолий Григорьев РСФСР Чебоксары | 1:20.50 | Евгений Заикин Ленинград | 1:20.53 | Михаил Орлов РСФСР Ярославль | 1:21.03 |

### Женщины
| Дисциплина      | Золото                          | Золото  | Серебро                     | Серебро | Бронза                     | Бронза  |
| --------------- | ------------------------------- | ------- | --------------------------- | ------- | -------------------------- | ------- |
| Ходьба на 10 км | Надежда Ряшкина РСФСР Череповец | 43.35,3 | Елена Сайко РСФСР Челябинск | 44.03,3 | Наталья Спиридонова Москва | 44.14,0 |

## Зимний чемпионат СССР по метаниям
Зимний чемпионат СССР по метаниям прошёл 24—25 февраля в Адлере на стадионе «Трудовые резервы».

### Мужчины
| Дисциплина     | Золото                                       | Золото  | Серебро                             | Серебро | Бронза                                   | Бронза  |
| -------------- | -------------------------------------------- | ------- | ----------------------------------- | ------- | ---------------------------------------- | ------- |
| Метание диска  | Вацлавас Кидикас Литовская Республика Каунас | 64,38 м | Евгений Карпов Москва               | 60,28 м | Сергей Ляхов Москва                      | 60,02 м |
| Метание молота | Игорь Астапкович Белорусская ССР Гродно      | 80,34 м | Василий Сидоренко РСФСР Волгоград   | 79,70 м | Андрей Абдувалиев Таджикская ССР Душанбе | 77,80 м |
| Метание копья  | Андрей Мазниченко Украинская ССР Киев        | 82,78 м | Виктор Зайцев Узбекская ССР Ташкент | 81,78 м | Владимир Сасимович Белорусская ССР Минск | 79,74 м |

### Женщины
| Дисциплина     | Золото                                    | Золото  | Серебро                                   | Серебро | Бронза                                     | Бронза  |
| -------------- | ----------------------------------------- | ------- | ----------------------------------------- | ------- | ------------------------------------------ | ------- |
| Метание диска  | Лариса Михальченко Украинская ССР Харьков | 61,04 м | Ирина Ятченко Белорусская ССР Гомель      | 59,60 м | Илга Шмейксте Латвийская ССР Рига          | 59,52 м |
| Метание молота | Алла Фёдорова Киргизская ССР Фрунзе       | 59,66 м | Любовь Васильева Москва                   | 59,12 м | Лариса Штырогришная Таджикская ССР Душанбе | 57,46 м |
| Метание копья  | Наталья Шиколенко Белорусская ССР Минск   | 65,76 м | Татьяна Шиколенко Белорусская ССР Могилёв | 61,82 м | Наталья Ермолович Белорусская ССР Могилёв  | 61,12 м |

## Чемпионат СССР по кроссу
Чемпионат СССР по кроссу 1990 года состоялся 4 марта в Ашхабаде, Туркменская ССР.

### Мужчины
| Дисциплина  | Золото                                | Золото  | Серебро                               | Серебро | Бронза                           | Бронза  |
| ----------- | ------------------------------------- | ------- | ------------------------------------- | ------- | -------------------------------- | ------- |
| Кросс 12 км | Олег Стрижаков Грузинская ССР Тбилиси | 35.42,5 | Владимир Гусев Казахская ССР Алма-Ата | 35.44,7 | Геннадий Темников РСФСР Улан-Удэ | 35.49,3 |

### Женщины
| Дисциплина | Золото                             | Золото  | Серебро                        | Серебро | Бронза                     | Бронза  |
| ---------- | ---------------------------------- | ------- | ------------------------------ | ------- | -------------------------- | ------- |
| Кросс 5 км | Ольга Назаркина РСФСР Димитровград | 15.54,5 | Надежда Ильина РСФСР Чебоксары | 15.58,9 | Наталья Боборова Ленинград | 16.03,6 |

## Чемпионат СССР по марафону
Чемпионат СССР по марафону состоялся 22 апреля 1990 года в Калининграде, РСФСР. Старт забегам был дан на Театральной площади, финиш находился на стадионе «Балтика».

### Мужчины
| Дисциплина | Золото                            | Золото  | Серебро                        | Серебро | Бронза                                  | Бронза  |
| ---------- | --------------------------------- | ------- | ------------------------------ | ------- | --------------------------------------- | ------- |
| Марафон    | Александр Вычужанин РСФСР Воронеж | 2:15.04 | Александр Максин РСФСР Воронеж | 2:15.11 | Игорь Браславский Украинская ССР Одесса | 2:15.13 |

### Женщины
| Дисциплина | Золото                       | Золото  | Серебро                                  | Серебро | Бронза                   | Бронза  |
| ---------- | ---------------------------- | ------- | ---------------------------------------- | ------- | ------------------------ | ------- |
| Марафон    | Рамиля Бурангулова РСФСР Уфа | 2:32.21 | Мадина Биктагирова Белорусская ССР Брест | 2:36.02 | Ирина Казакова Ленинград | 2:40.06 |

## Чемпионат СССР по десятиборью
Чемпионы страны в мужском десятиборье определились 19—20 мая 1990 года в Сочи на Центральном стадионе. Пять участников чемпионата набрали сумму больше 8000 очков. Победителем национального первенства в третий раз в карьере стал Михаил Медведь.

### Мужчины
| Дисциплина  | Золото                             | Золото    | Серебро                                    | Серебро    | Бронза                                            | Бронза    |
| ----------- | ---------------------------------- | --------- | ------------------------------------------ | ---------- | ------------------------------------------------- | --------- |
| Десятиборье | Михаил Медведь Украинская ССР Киев | 8291 очко | Андрей Назаров Эстонская Республика Таллин | 8169 очков | Ричардас Малаховский Литовская Республика Вильнюс | 8121 очко |

## Чемпионат СССР по спортивной ходьбе
Чемпионат СССР по спортивной ходьбе состоялся 26—27 мая 1990 года в Москве. Соревнования прошли на Центральном стадионе имени В. И. Ленина и на набережной Москва-реки. Второй год подряд на чемпионате страны Андрей Перлов установил высшее мировое достижение. В 1989 году в Ленинграде он побил рекорд на 50 км, а в этот раз показал лучшее время в истории спортивной ходьбы на более короткой дистанции, 20 км. Новым ориентиром стал результат 1 час 18 минут 20 секунд. Быстрее предыдущего рекорда Евгения Мисюли (1:18.54) прошли также два других призёра, Александр Першин и Франц Костюкевич. Четыре человека показали результаты быстрее 1 часа 19 минут, восемь человек — быстрее 1 часа 20 минут.
В женском заходе на 10 км Надежда Ряшкина финишировала с третьим результатом в истории ходьбы (42.34), уступив 18 секунд рекорду страны.

### Мужчины
| Дисциплина      | Золото                                    | Золото  | Серебро                         | Серебро | Бронза                                 | Бронза  |
| --------------- | ----------------------------------------- | ------- | ------------------------------- | ------- | -------------------------------------- | ------- |
| Ходьба на 20 км | Андрей Перлов РСФСР Новосибирск           | 1:18.20 | Александр Першин РСФСР Куйбышев | 1:18.37 | Франц Костюкевич Белорусская ССР Минск | 1:18.51 |
| Ходьба на 50 км | Александр Поташёв Белорусская ССР Витебск | 3:40.02 | Андрей Плотников РСФСР Владимир | 3:40.07 | Станислав Вежель Белорусская ССР Брест | 3:42.00 |

### Женщины
| Дисциплина      | Золото                          | Золото | Серебро                                   | Серебро | Бронза                          | Бронза |
| --------------- | ------------------------------- | ------ | ----------------------------------------- | ------- | ------------------------------- | ------ |
| Ходьба на 10 км | Надежда Ряшкина РСФСР Череповец | 42.34  | Ольга Кардопольцева Белорусская ССР Брест | 43.08   | Ольга Криштоп РСФСР Новосибирск | 43.11  |

## Чемпионат СССР по семиборью
Чемпионы страны в женском семиборье определились 14—15 июля 1990 года в Брянске на стадионе «Десна».

### Женщины
| Дисциплина | Золото                                | Золото    | Серебро                            | Серебро    | Бронза                | Бронза    |
| ---------- | ------------------------------------- | --------- | ---------------------------------- | ---------- | --------------------- | --------- |
| Семиборье  | Светлана Бурага Белорусская ССР Минск | 6174 очка | Татьяна Журавлёва РСФСР Ставрополь | 6139 очков | Елена Марценюк Москва | 6064 очка |

## Чемпионат СССР по бегу на 15 км по шоссе
Чемпионат СССР по бегу на 15 км по шоссе прошёл 26 августа 1990 года в Калуге, РСФСР. Соревнования прошли в четвёртый раз, и четвёртый год подряд чемпионом среди мужчин стал Виктор Гураль.

### Мужчины
| Дисциплина | Золото                             | Золото | Серебро                     | Серебро | Бронза                      | Бронза |
| ---------- | ---------------------------------- | ------ | --------------------------- | ------- | --------------------------- | ------ |
| 15 км      | Виктор Гураль Украинская ССР Львов | 44.42  | Михаил Храмов РСФСР Саранск | 44.43   | Владимир Епанов РСФСР Пермь | 44.45  |

### Женщины
| Дисциплина | Золото                           | Золото | Серебро                            | Серебро | Бронза                                      | Бронза |
| ---------- | -------------------------------- | ------ | ---------------------------------- | ------- | ------------------------------------------- | ------ |
| 15 км      | Лариса Алексеева РСФСР Чебоксары | 50.55  | Мария Василюк Украинская ССР Львов | 50.59   | Ирина Ягодина Украинская ССР Днепропетровск | 51.16  |

## Чемпионат СССР по ходьбе на 20 км среди женщин
Чемпионат СССР по ходьбе на 20 км среди женщин состоялся 15 сентября 1990 года в Новополоцке, Белорусская ССР.

### Женщины
| Дисциплина      | Золото                            | Золото  | Серебро                                   | Серебро | Бронза                         | Бронза  |
| --------------- | --------------------------------- | ------- | ----------------------------------------- | ------- | ------------------------------ | ------- |
| Ходьба на 20 км | Марина Смыслова РСФСР Новосибирск | 1:33.39 | Татьяна Рагозина Украинская ССР Кременчуг | 1:33.56 | Татьяна Титова РСФСР Чебоксары | 1:34.42 |